# (3990) Heimdal
(3990) Heimdal es un asteroide perteneciente al cinturón exterior de asteroides descubierto por Poul Jensen el 25 de septiembre de 1987 desde el Observatorio Brorfelde, cerca de Holbæk, Dinamarca.

## Designación y nombre
Heimdal recibió inicialmente la designación de 1987 SO3.
Más adelante, en 1993, se nombró por Heimdal, un dios de la mitología nórdica.

## Características orbitales
Heimdal orbita a una distancia media de 3,94 ua del Sol, pudiendo alejarse hasta 4,886 ua y acercarse hasta 2,995 ua. Tiene una excentricidad de 0,24 y una inclinación orbital de 9,496 grados. Emplea 2857 días en completar una órbita alrededor del Sol.
Heimdal forma parte del grupo asteroidal de Hilda.

## Características físicas
La magnitud absoluta de Heimdal es 10,8 y el periodo de rotación de 20 horas.